# Boszniakowo (obwód sachaliński)
Boszniakowo (ros. Бошняково) – wieś w Rosji, w obwodzie sachalińskim, w rejonie uglegorskim. W 2010 liczyła 1122 mieszkańców.